# Valgard från Völl
Valgard från Völl (Valgarðr á Velli), var en isländsk furstelovskald hos den norske kungen Harald hårdråde vid 1000-talets mitt.
Praktiskt taget ingenting är känt om Valgards liv. Han kom från gården Völl i Rangárvallasyssla på Sydlandet. Utifrån detta faktum – och Valgards namn – vågade sig Finnur Jónsson på gissningen att han var av Mård gigas ätt (Mǫrðr gígja); kanske son till Mård Valgardsson, känd från Njáls saga.
Av Valgards diktning har endast sju fullstrofer och fyra halvstrofer bevarats. Fullstroferna finns i Fagrskinna, halvstroferna i Skáldskaparmál. De tycks alla härröra från ett och samma kväde, troligen en drapa, om Harald hårdråde. Innehållsligt tar de upp kungens äventyr på Sicilien, hans hemfärd från Gårdarike med kungadottern Ellisif år 1045, samt seglatsen runt Skåne och kungens strider och bedrifter i Danmark.
Av de bevarade fragmenten att döma tycks Valgard ha varit en utmärkt poet. Han har en mycket målande och bildrik stil, och skildrar gärna helheten av ett förlopp genom att lyfta fram enstaka detaljer.
Lauðr var lagt í beðja,
lék sollit haf golli,
en herskipum hrannir
hǫfuð ógurlig þógu.
Översättning: Skummet drevs upp i högar, det hävande havet lekte i guld och vågorna tvättade härskeppens fruktansvärda huvuden.